# El Trull (Torrelles de Foix)
El Trull és un edifici del municipi de Torrelles de Foix (Alt Penedès) que forma part de l'Inventari del Patrimoni Arquitectònic de Catalunya. Havia estat en un primer moment un molí fariner i després passà a ser un molí d'oli, abans de ser reformat per a ser una més de les dependències de la masia.